# Miljenko Jergović

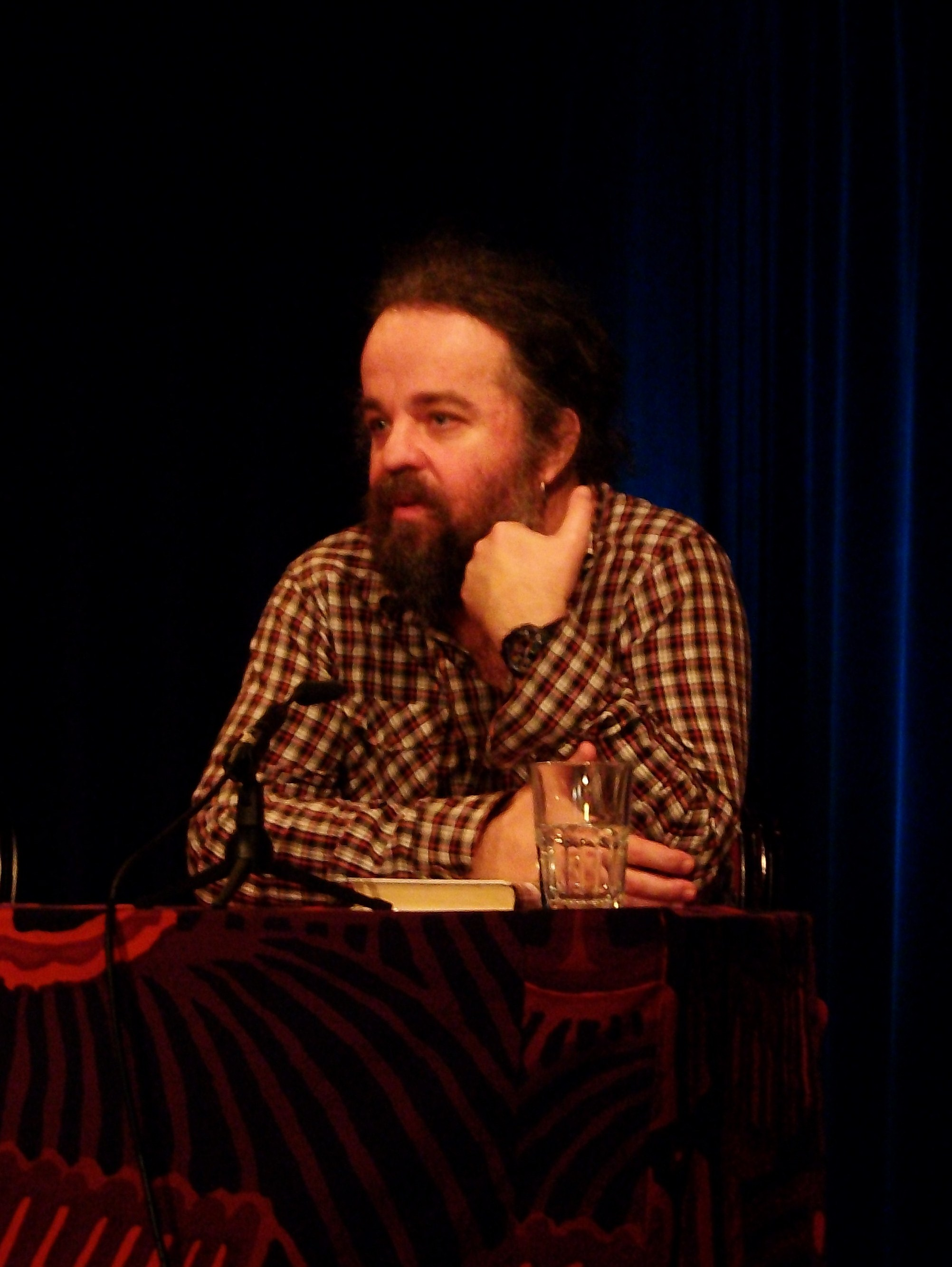
Miljenko Jergović (2012)

Miljenko Jergović, född 28 maj 1966 i Sarajevo, är en bosnisk författare och kolumnist som sedan 1993 är bosatt i Zagreb, Kroatien.